# Polizeiruf 110: Ein Schritt zu weit
Ein Schritt zu weit ist ein deutscher Kriminalfilm von Hans-Joachim Hildebrandt aus dem Jahr 1985. Der Fernsehfilm erschien als 99. Folge der Filmreihe Polizeiruf 110.

## Handlung
Geiger Martin Veltin erscheint eines Tages erst nachts zu Hause. Er scheint angetrunken zu sein, ist kaum ansprechbar und sein Wartburg hat vorn eine Delle im Kotflügel. Seine Frau Luise stellt ihn am nächsten Tag zur Rede und Martin gesteht ihr verstört, dass er nachts nach einem Konzertauftritt eine Frau umgefahren und sie tot im Straßengraben liegengelassen habe. Luise bringt den Wagen in die Werkstatt und fragt Hauptmann Reichenbach bei einem zufälligen Treffen, ob er etwas von einem Autounfall bei Tannenwalde wisse. Im Theater, zu dem auch Martins Orchester gehört, werde gemunkelt, der Täter sei vom Theater. Hauptmann Reichenbach hat von einem solchen Unfall nie gehört und auch Oberleutnant Jürgen Hübner weiß von nichts. Vermisst wird jedoch die junge Silke Tanner, die in einer Popband spielt. Sie wollte mit ihrem Freund Axel zu einem Konzert, zerstritt sich jedoch mit ihm. Seit mehreren Tagen ist sie verschollen und schließlich gibt ihre Mutter eine Vermisstenanzeige bei der Polizei auf.
Martin Veltin hatte sich in Wirklichkeit nach dem Konzert mit Silke getroffen, die er bereits bei einem Konzert ihrer Band gesehen und bewundert hatte. Sie gingen zusammen essen und anschließend in der Sächsischen Schweiz unweit der Felsenbühne, wo das Konzert stattfand, spazieren. Dabei animierte Silke ihn dazu, sie zu küssen. Martin küsste sie und fiel über sie her, doch sie wehrte ihn ab. Als sie abfällig über seine „Stehgeigermoral“ sprach, ohrfeigte Martin sie. Silke stand zu nah am Abgrund und stürzte in die Tiefe. Martin glaubt nun, dass sie tot ist. Sein Wissen belastet ihn enorm und so ist er bei Proben für die Freischütz-Premiere des Orchesters unkonzentriert und kommt schließlich gar nicht mehr zur Aufführung, weil er immer betrunken ist. Axel war Silke am Tatabend gefolgt und hatte die Szene beobachtet. Er erscheint bei Martin, gibt vor, sein Verhalten nachvollziehen zu können, und fordert von ihm 10.000 Mark, da die Band ohne Sängerin finanzielle Einbußen erlitten habe. Martin zahlt. Seiner Frau gesteht er schließlich den Mord und sie versucht nun, ihn zu decken, auch wenn sie nicht glaubt, dass Martin Silke nur an dem Abend getroffen habe.
Als im See unterhalb der Absturzstelle Silkes Tasche gefunden wird, intensivieren Jürgen Hübner und Hauptmann Reichenbach die Ermittlungen. Weitere Kleidungsstücke Silkes, darunter ein Schuh, werden gefunden, jedoch keine Leiche. Es wird wahrscheinlich, dass Silke den Sturz in das Wasser überlebt haben könnte. Tatsächlich hatte sie sich ans Ufer retten können und war seither in Axels Urlaubshaus am See. Sie wollte Ruhe haben und wurde in ihrem Wunsch von Axel unterstützt. Axel sollte auch Martin berichten, dass Silke überlebt hat, was er jedoch nicht tat. Nun, einige Tage nach dem Unfall, kehrt Silke nach Hause zurück. Sie ist überrascht, dass die Polizei nach ihr sucht. Sie begibt sich zu Martin, der an der Felsenbühne probt. Er reagiert schockiert, als er sie sieht, und flieht vor ihr. Er erleidet einen Nervenzusammenbruch und wird ins Krankenhaus gebracht. Auf der Polizeiwache zeigt sich Silke reuevoll, dass sie ihren Tod durch ihr Fernbleiben inszeniert hat, gibt jedoch auch zu, sauer auf Martin gewesen zu sein, schließlich habe er sie nach ihrer Animation vergewaltigen wollen. Sie reagiert schockiert, als sie erfährt, dass Axel Martin nichts von ihrem Überleben gesagt hat, sondern Martin im Gegenteil noch erpresst hat. Axel jedoch zeigt sich abgebrüht: Das Geld sei nicht für ihn, sondern für die Band gewesen. Unmoral müsse zudem bestraft werden.

## Produktion
Ein Schritt zu weit wurde vom 15. August bis 15. Oktober 1984 unter dem Arbeitstitel Angst u. a. in Berlin, Magdeburg, Bernburg, Rathen, Stolpen und Hinterhermsdorf gedreht. Die Kostüme des Films schuf Jutta Geißel-Burkhardt, die Filmbauten stammen von Christa Köppen. Der Film erlebte am 1. September 1985 im 1. Programm des Fernsehens der DDR seine Premiere. Die Zuschauerbeteiligung lag bei 63,2 Prozent.
Es war die 99. Folge der Filmreihe Polizeiruf 110. Oberleutnant Jürgen Hübner ermittelte in seinem 50. Fall und Hauptmann Reichenbach in seinem 5. Fall.
Im Film sind Ausschnitte aus der Oper Der Freischütz in einer Inszenierung der Landesbühnen Sachsen zu sehen. Das Messerschmidt-Quartett spielt zudem den 1. Satz aus dem Streichquartett C-Dur KV 157 von Wolfgang Amadeus Mozart.